# سعود العصفور
سعود عبد العزيز سعود راجح العصفور الهاجري (1972-) صحفي كويتي، ونائب في مجلس الأمة الكويتي.

## السيرة الشخصية
شارك سعود العصفور لأول مرة في انتخابات مجلس الأمة الكويتي 2022 وحصل على المركز الثاني في الدائرة الخامسة برصيد 10,252 صوت وفاز بالانتخابات، كما شارك في  انتخابات مجلس الأمة الكويتي 2023  وحصل على المركز الأول في  الدائرة الأنتخابية الخامسة  برصيد 12,784 صوت وفاز بالانتخابات ، وهو حاصل على بكالوريوس هندسة ميكانيكية من الولايات المتحدة، وماجستير هندسة ميكانيكية من الولايات المتحدة، كما عمل في مجال الإعلام والصحافة، وهو عضو جمعية المهندسين الكويتية، وعضو الجمعية الأمريكية للمهندسين الميكانيكيين، وعضو مؤسس في جمعية قلب الأطفال الخيرية.